# Dasht-e Loot

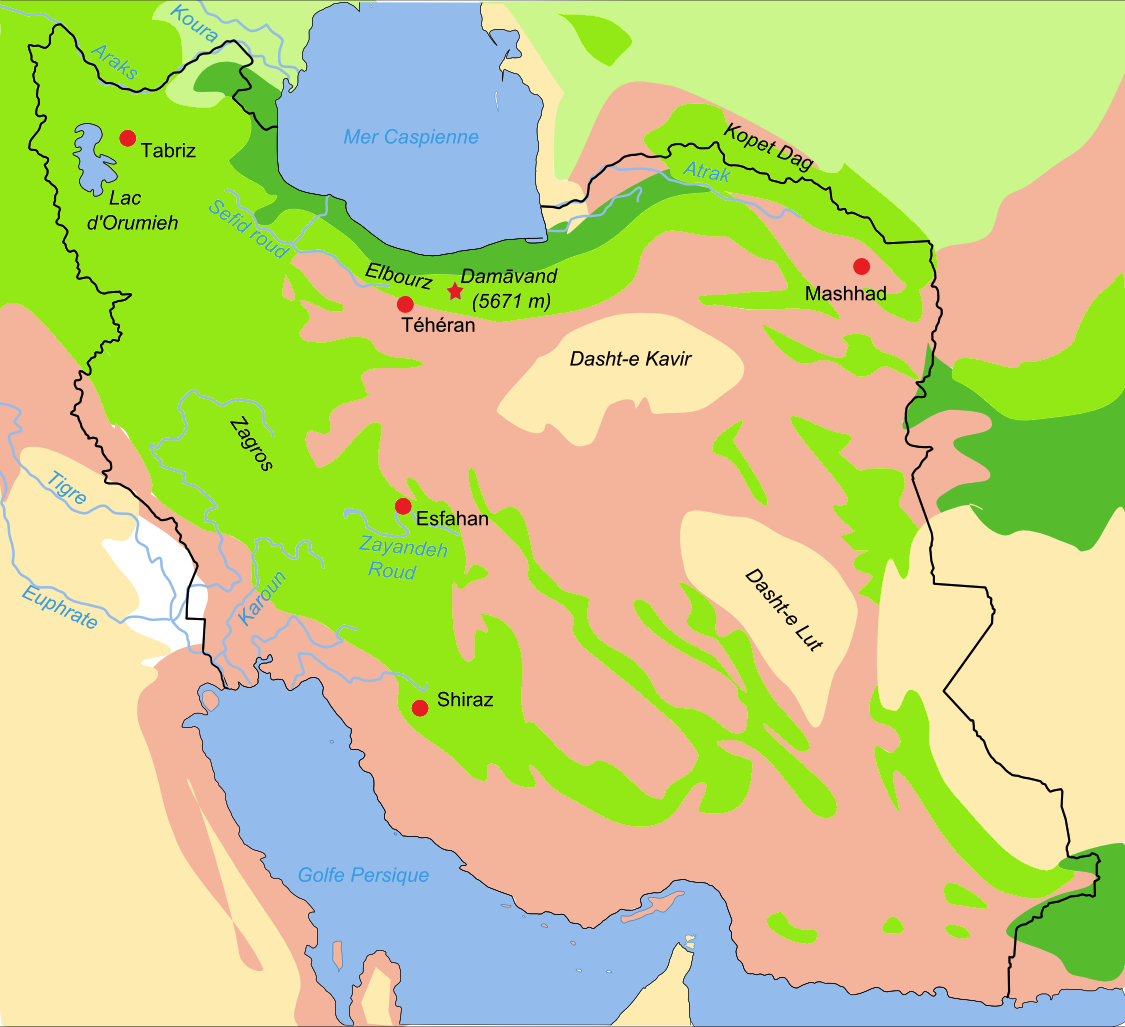
Bản đồ các hệ sinh thái của Iran
Thảo nguyên rừng
Đất rừng và rừng
Bán hoang mạc
Hoang mạc thấp
Đồng hoang
Đầm lầy phù sa mặn

Dasht-e Loot (tiếng Ba Tư: دشت لوت, "Hoang trống"), còn được viết là Dasht-i-Loot và biết đến như là Hoang mạc Loot là một hoang mạc muối lớn nằm tại các tỉnh Kerman, Sistan và Baluchistan, Iran. Nó là một trong số 25 hoang mạc lớn nhất thế giới (xem Danh sách hoang mạc). Nhiệt độ bề mặt cát của nó đo được nhiệt độ 70 °C (159 °F), khiến nó trở thành một trong những nơi nóng và khô cằn nhất thế giới. Ngày 17 tháng 7 năm 2016, hoang mạc này đã được UNESCO công nhận là Di sản thế giới như là một trong số những ví dụ ngoạn mục nhất của đường lằn sóng lớn, các cột đá sa mạc, cồn cát và đại diện cho một quá trình địa chất đặc biệt đang diễn ra.

## Mô tả
Iran có một phần khí hậu của vành đai Á-Phi hoang mạc, trải dài từ Cape Verde ở Tây Phi qua Mông Cổ đến gần Bắc Kinh, Trung Quốc. Địa lý của Iran bao gồm một cao nguyên được bao quanh bởi các dãy núi và chia thành các lưu vực cửa thoát nước. Dasht-e Loot là một trong số những hoang mạc lớn nhất của Iran và khu vực. Nó trải dài trên 480 km (300 dặm) và rộng r320 km (200 mi), và được coi là một trong những nơi khô cằn nhất trên Trái đất.
Khu vực của hoang mạc này có diện tích khoảng 51.800 kilômét vuông (20.000 dặm vuông Anh). Trong khoảng thời gian diễn ra những cơn mưa vào mùa xuân, nước chảy trong khoảng thời gian ngắn từ trên núi Hazaran, nhưng nước nhanh chóng bị bốc hơi, để lại những gì còn lại chỉ là đá, cát và muối.
Phần phía đông của Dasht-e Loot là một cao nguyên thấp được đặc trưng bởi những chảo muối. Ngược lại, trung tâm hoang mạc đã được chạm khắc bởi gió vào một loạt các dãy núi song song với hoang mạc và đường đứt gãy, kéo dài hơn 150 km (93 dặm) và đạt độ cao tới 75 mét (246 ft). Khu vực này cũng có những khe núi và hố sụt. Phía đông nam là một vùng rộng lớn của những cồn cát, giống như dải cồn cát của sa mạc Sahara, với những cồn cát cao tới 300 mét (980 ft) khiến nơi đây là một trong số những nơi có những cồn cát cao nhất trên thế giới.
Các phép đo MODIS được cài đặt trên vệ tinh Aqua của NASA từ năm 2003-2010 cho thấy rằng, bề mặt đất nóng nhất trên thế giới nằm ở Dasht-e Loot khi nhiệt độ đo được ở đây đạt 70,7 °C (159,3 °F) mặc dù nhiệt độ không khí sẽ dịu hơn. Sai số chính xác của phép đo dao động từ 0.5 K tới 1 K.
Phần nóng nhất của Dasht-e Loot là Gandom Beryan, một cao nguyên rộng lớn bao phủ bởi những dung nham tối, có diện tích chiếm khoảng 480 km vuông (190 sq mi) diện tích hoang mạc. Theo một truyền thuyết địa phương, tên của nó (dịch từ tiếng Ba Tư có nghĩa là " mì nướng ") bắt nguồn từ một vụ tai nạn nơi một số lượng lúa mì bị rơi ở hoang mạc và sau đó bị cháy sém trong một vài ngày bởi nhiệt độ ở đây.